# Zespół bezdechu sennego
Zespół bezdechu sennego, zespół bezdechu śródsennego – zespół objawów chorobowych powodowanych bezdechami w czasie snu. Za bezdech uważa się ustanie wentylacji płuc przez okres dłuższy niż 10 sekund lub spłycenie oddechu poniżej 50%. Podczas bezdechu dochodzi do zmniejszenia wysycenia krwi tlenem. Cierpiący na tę chorobę mogą w trakcie nocy mieć setki takich epizodów.
Zaburzenia oddechu podczas snu to poważny, potencjalnie zagrażający życiu zespół chorobowy. Częstość występowania bezdechu sennego w populacji szacuje się, zależnie od źródła, na 2% u kobiet i 4% u mężczyzn, między 5 a 10%, 5,7% u kobiet i 12,4% u mężczyzn.
Najczęstszym typem bezdechu sennego, obejmującym około 85% przypadków, jest obturacyjny bezdech senny (obturacyjny bezdech podczas snu), powodowany przez powtarzające się zatrzymania przepływu powietrza w górnych drogach oddechowych (gardło lub nos), tamujące oddech pomimo wysilonej pracy płuc. U niektórych osób pojawia się on, gdy podczas snu mięśnie gardła i język wiotczeją, częściowo lub całkowicie blokując przepływ powietrza przez drogi oddechowe. Gdy rozluźniają się i opadają mięśnie podniebienia miękkiego i języczek (fragment podniebienia miękkiego pośrodku, między łukami podniebiennymi), przepływ powietrza jest blokowany, powodując wysilony i głośny oddech (chrapanie). Bywa też, że oddech nagle zostaje zupełnie zatrzymany.
Bezdech senny polega na powtarzającym się ograniczeniu przepływu powietrza podczas snu, wskutek opadania zwiotczałej tkanki odcinka dróg oddechowych w gardle, co z kolei powoduje głośne chrapanie, chwilowe wybudzenia, niedotlenienie i podwyższone ciśnienie krwi. Tysiące pacjentów z zespołem bezdechu sennego cierpi na wzmożoną senność w ciągu dnia, bóle głowy i nadciśnienie. Jest coraz więcej dowodów na to, że chroniczny bezdech senny występuje rodzinnie i związany jest ze zwiększoną podatnością na choroby i śmiertelnością. Bezdech senny jest stosunkowo mało znany, jak dotąd w Polsce prawidłowo zdiagnozowany tylko w około 10% u mężczyzn i poniżej 1% u kobiet.
Bezdech senny powoduje zwiększoną senność podczas dnia, obniżenie jakości życia, jest związany ze zwiększonym ryzykiem zawału serca, i niewydolności sercowej; może także powodować zmiany w strukturze i czynności mózgu i jest czynnikiem ryzyka udaru mózgu, i choroby Alzheimera, mogą także powiększać objawy zaburzeń sprawności kognitywnej. Stwierdzono większą częstość występowania jaskry u osób z bezdechem sennym niż w populacji ogólnej oraz korzystne skutki stosowania aparatu CPAP.

## Definicje
- Bezdech – całkowite zatrzymanie oddechu na dłużej niż 10 sekund
- Spłycenie oddechu – częściowa blokada przepływu powietrza przez ponad 10 sekund
- AHI = Apnea/Hypopnea Index (wskaźnik bezdech/spłycenie oddechu) – średnia ilość takich zdarzeń na 1 godzinę snu
- RDI = Respiratory Disturbance Index (wskaźnik zaburzeń oddechowych) – średnia ilość zaburzeń na 1 godzinę snu, uwzględnia zdarzenia Apnea/Hipopnea i RERA (Respiratory Effort Related Arousals), czyli wybudzenia spowodowane wysiłkiem oddechowym.
- ODI = Oxygen Desaturation Index (wskaźnik desaturacji) – średnia ilość desaturacji na 1 godzinę snu.

## Etiologia
Choroba może mieć 3 mechanizmy powstania:
1. Postać zaporowa (obwodowa – obturacyjna) – jest spowodowana zaburzeniami przepływu powietrza podczas wdechu przez górne drogi oddechowe, spowodowane najczęściej zwiotczeniem mięśni w obrębie gardła
2. Postać ośrodkowa – związana z zaburzeniami napędu oddechowego pochodzącymi z ośrodka oddechowego zlokalizowanego w mózgu – mechanizm tego zaburzenia nie jest jasny
3. Postać mieszana – współistnienie powyższych postaci

## Objawy
Objawy można podzielić na 2 grupy:
- zauważane przez partnera – głośne chrapanie oraz zauważalne okresy bezdechu
- zauważane przez chorego – nagłe przebudzenia w trakcie nocy, najczęściej z uczuciem lęku i dezorientacji, w trakcie dnia objawy spowolnienia koncentracji i senności, która w skrajnych przypadkach może przybierać postać zespołu Pickwicka, przebiegającego z epizodami bezwiednego, krótkotrwałego zasypiania w nieadekwatnych sytuacjach np. w trakcie jazdy samochodem.

Często chorobie towarzyszą inne schorzenia, na przykład otyłość, zaburzenia rytmu serca, nadciśnienie tętnicze, spadek libido, uporczywe migreny. Stwierdzono także, że występuje zależność pomiędzy zespołem bezdechu sennego a osteoporozą.

## Rozpoznanie

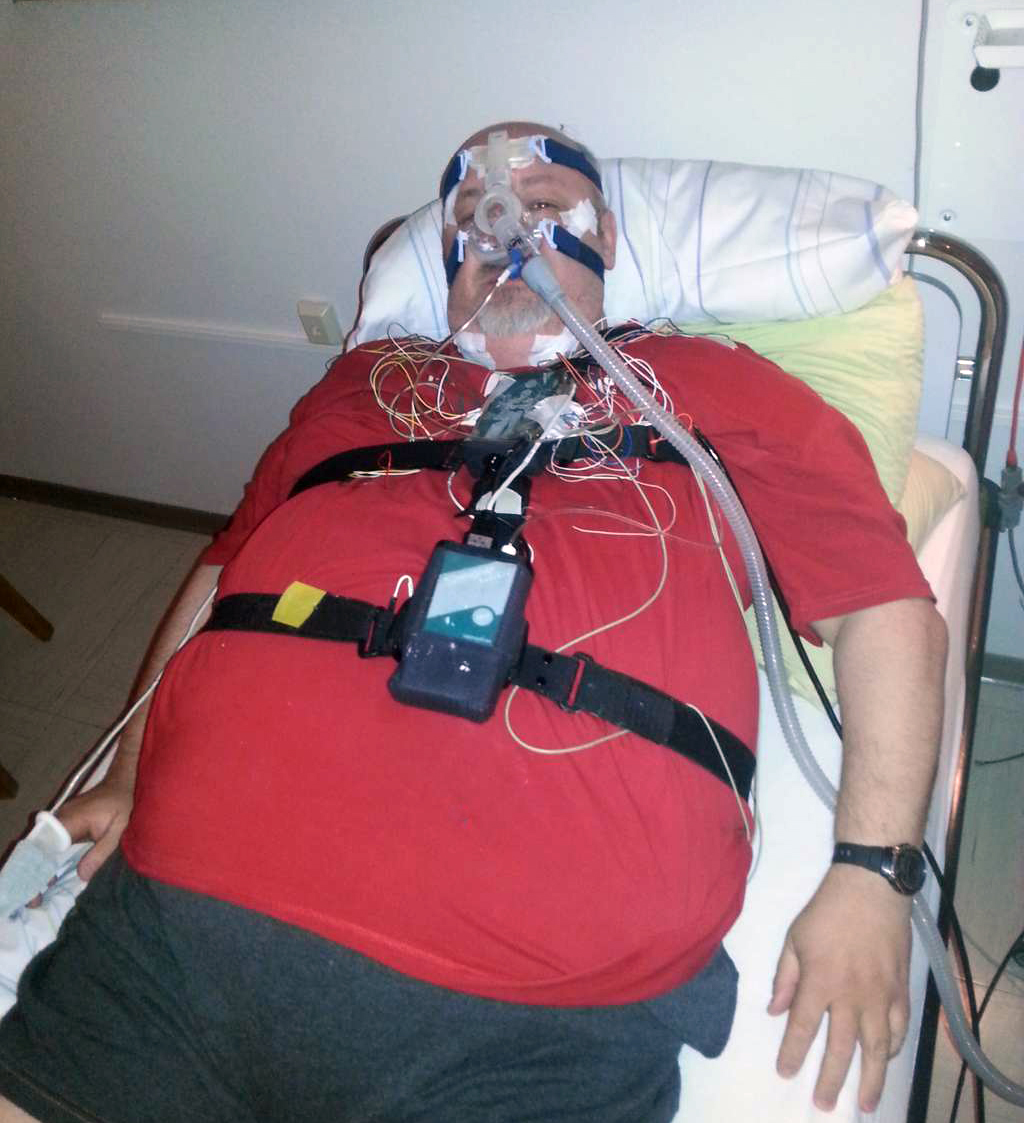
Pacjent przygotowany do diagnostyki bezdechu sennego

Oprócz charakterystycznych danych z wywiadu lekarskiego, konieczne jest przeprowadzenie badania laryngologicznego wykluczającego przeszkodę w górnych drogach oddechowych, oraz badanie polisomnograficzne, które polega na obserwacji pacjenta w trakcie snu i monitorowaniu, między innymi, ruchów klatki piersiowej i objawów desaturacji (czyli spadku stężenia tlenu we krwi).
Od kilku lat rozwój techniki przyczynia się do ogromnego postępu w dziedzinie diagnostyki bezdechu sennego. Obarczone znacznym błędem (nie mniej niż 30%) wyrokowanie na podstawie wywiadu obecnie zastąpione zostało wykonaniem testu w warunkach domowych. Dostępne testy na obturacyjny bezdech senny dają 99,8% pewności prawidłowej diagnozy. W przypadku pozytywnego wyniku badanie polisomnograficzne jest niezbędne w celu określenia metody leczenia choroby.
Zespół bezdechu sennego może być stuprocentowo rozpoznany, poprzez stosunkowo drogie laboratoryjne badanie snu. Badania ambulatoryjne prowadzone bez dokładnej obserwacji, choć uważane za mniej kosztowne, są często niepewne. W związku z tym rodzi się potrzeba użycia taniego i miarodajnego urządzenia do przeprowadzenia szeroko zakrojonych badań przesiewowych, pozwalających wyszukać potencjalnych pacjentów, a jednocześnie zminimalizować koszty zbędnych i drogich analiz w warunkach szpitalnych.
W rozpoznawaniu bezdechu stosuje się również skale senności, np. Epworth.

## Leczenie
- u osób otyłych: bezwzględne odchudzanie
- abstynencja alkoholowa i nikotynowa
- przyjmowanie odpowiedniej pozycji ciała podczas snu (np. bocznej, a nie na plecach)[9][10]
- stosowanie CPAP, czyli ciągłego dodatniego ciśnienia w drogach oddechowych (ang. continuous positive airway pressure)[11]
- aparat nazębny wysuwający żuchwę (mandibular advancement device – MAD) przy lekkich lub średnich przypadkach[12]
- otolaryngologiczne[13]:
  - korekcja zwężonej cieśni gardzieli (uwulopalatofaryngoplastyka)
  - septoplastyka
  - tonsilektomia

- w przypadkach ciężkiego bezdechu, niepoddającego się leczeniu innymi metodami: tracheotomia celem ominięcia zwężonych górnych dróg oddechowych[13].

Prowadzone są obecnie badania nad następującymi metodami leczenia zespołu bezdechu:
- stymulacja farmakologiczna ośrodka oddechowego
- wszczepienie rozrusznika nerwu błędnego (w postaci ośrodkowej)
- operacja ortognatyczna